# V717 Возничего
V717 Возничего (лат. V717 Aurigae) — двойная затменная переменная звезда типа W Большой Медведицы (EW) в созвездии Возничего на расстоянии (вычисленном из значения параллакса) приблизительно 8047 световых лет (около 2467 парсеков) от Солнца. Видимая звёздная величина звезды — от +18,31m до +17,88m. Орбитальный период — около 0,4361 суток (10,466 часов).